# Juliana Imai
Juliana Imai, född 27 februari 1985 i Cruzeiro de Oeste i Paraná, Brasilien, är en brasiliansk fotomodell. Julianas genombrott kom när hon var sminkmodell för Chanel. Julianas mammas familj kommer ifrån Japan medan hennes pappas familj kommer ifrån Portugal.